# Hura (Gironda)
Hura (en francès Hure) és un municipi francès situat al departament de la Gironda i a la regió de la Nova Aquitània.

## Demografia
| 1962                                       | 1968 | 1975 | 1982 | 1990 | 1999 | 2007 |
| ------------------------------------------ | ---- | ---- | ---- | ---- | ---- | ---- |
| 465                                        | 528  | 508  | 435  | 438  | 438  | 480  |
| Des de 1962: població sense dobles comptes |      |      |      |      |      |      |

## Administració
| Període | Identitat     | Partit |
| ------- | ------------- | ------ |
| 2008-   | Chantal Picon |        |

## Galeria d'imatges

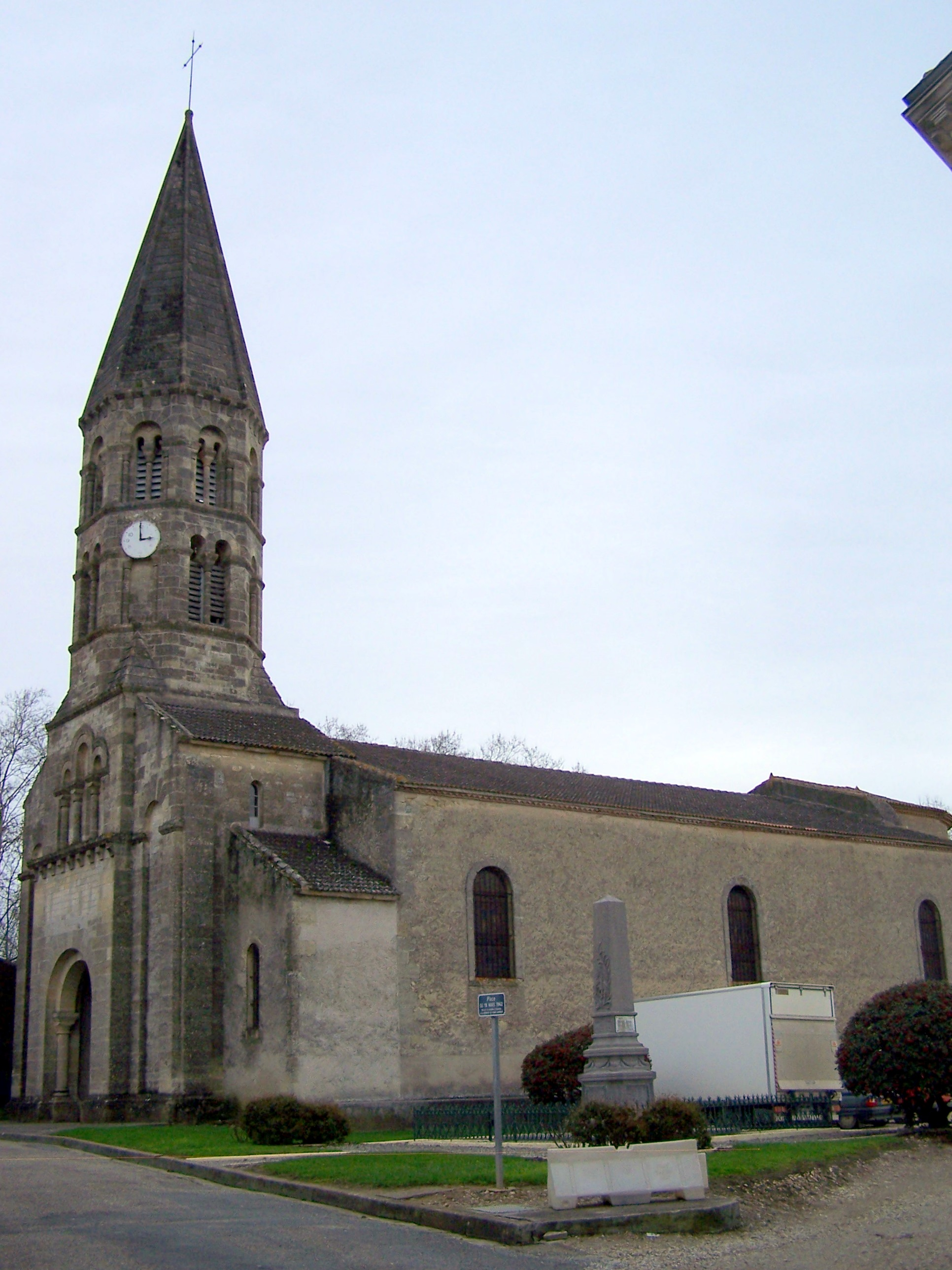
L'església de Sent Martin
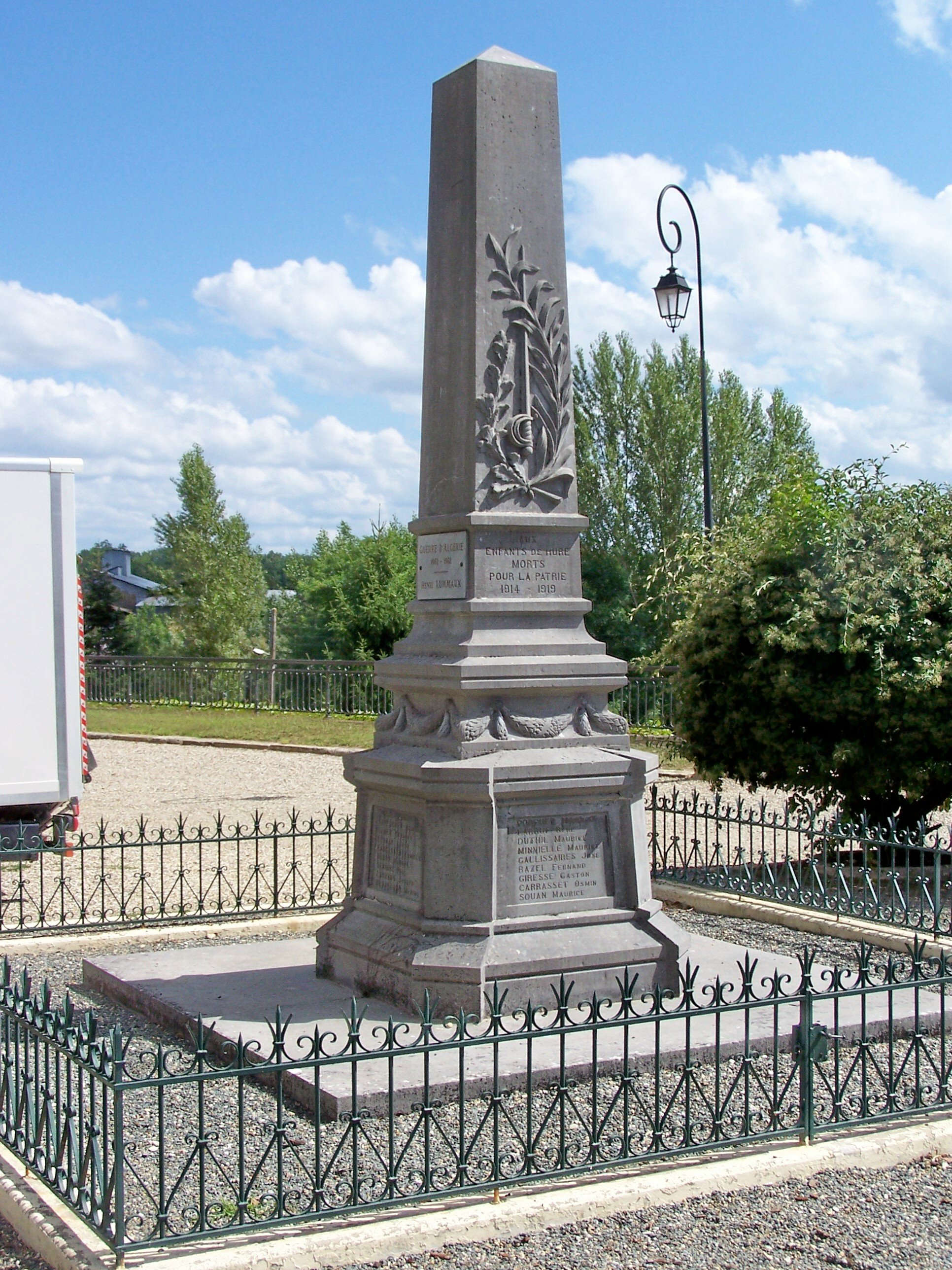
El monument als morts